# 2012년 센트럴 리그 클라이맥스 시리즈
2012년 센트럴 리그 클라이맥스 시리즈(일본어: 2012年のセントラル・リーグクライマックスシリーズ, 영어: 2012 Central League Climax Series)는 2012년 10월에 개최된 일본 프로 야구 센트럴 리그의 클라이맥스 시리즈 경기이며, 이 경기에서의 경기 결과와 성적에 대해 설명한다.

## 개요
클라이맥스 시리즈는 일본 시리즈의 출전권을 내건 플레이오프 토너먼트이다.
출전 팀은 정규 시즌의 순위야말로 다르지만 작년과 같은 3개 구단이 되었다. 금년도 정규 시즌에 실시했던 절전을 위한 ‘3시간 30분이 경과된 후 새로운 이닝에 들어가지 않는다’라는 규정과 예고 선발 제도는 시행되지 않았다. 금년도의 퍼스트 스테이지 1차전·2차전은 주간 경기로서 개최되었는데 센트럴 리그 클라이맥스 시리즈에 있어서의 주간 경기로 개최된 사례는 2010년 퍼스트 스테이지 1차전·2차전 이후 2년 만에 이뤄졌다.

### 퍼스트 스테이지
2012년도 정규 시즌 2위 팀인 주니치 드래건스와 3위 팀 도쿄 야쿠르트 스왈로스와의 3전 2선승제로 치렀고, 승리팀인 주니치는 파이널 스테이지에 진출했다.
- 일시 : 10월 13일부터 10월 15일
  - 예비일 : 10월 16일(16일까지 모든 경기를 소화할 수 없는 경우에는 중단됨)
- 구장 : 나고야 돔

### 파이널 스테이지
2012년도 정규 시즌 1위 팀인 요미우리 자이언츠(어드밴티지 1승이 미리 주어진다)와 퍼스트 스테이지 승리팀인 주니치 드래건스와의 6전 4선승제로 치렀고, 승리팀인 요미우리는 코나미 일본 시리즈 2012의 출전권을 얻었다.
- 일시 : 10월 17일부터 10월 22일
  - 예비일 : 10월 23일, 10월 24일(24일까지 모든 경기를 소화할 수 없는 경우에는 중단됨)
- 구장 : 도쿄 돔
  - 파이널 스테이지에서는 이토햄이 스폰서를 맡으면서 ‘이토햄 클라이맥스 시리즈·센트럴 파이널 스테이지’(伊藤ハム クライマックスシリーズ・セ ファイナルステージ)라는 이름으로 개최되었다.

## 클라이맥스 시리즈 참가 팀 및 감독
| 팀 순위       | 소속                   | 감독            | 정규시즌 성적  |
| ------------- | ---------------------- | --------------- | -------------- |
| 정규 리그 1위 | 요미우리 자이언츠      | 하라 다쓰노리   | 86승 15무 43패 |
| 정규 리그 2위 | 주니치 드래건스        | 다카기 모리미치 | 75승 16무 53패 |
| 정규 리그 3위 | 도쿄 야쿠르트 스왈로스 | 오가와 준지     | 68승 11무 65패 |

### 대진표
|  | 퍼스트 스테이지(준결승) | 퍼스트 스테이지(준결승) |                         |         | 파이널 스테이지(결승) | 파이널 스테이지(결승) |
|  |                         |                         |                         |         |                       |                       |
|  |                         |                         |                         |         |                       |                       |
|  |                         |                         |                         |         |                       |                       |
|  |                         |                         |                         |         |                       |                       |
|  |                         |                         | (6전 4선승제) 도쿄 돔   |         |                       |                       |
|  |                         |                         |                         |         |                       |                       |
|  | 요미우리                | ☆●●●○○○                 |                         |         |                       |                       |
|  | 요미우리                | ☆●●●○○○                 | (3전 2선승제) 나고야 돔 |         |                       |                       |
|  |                         |                         | 주니치                  | ★○○○●●● |                       |                       |
|  | 주니치                  | ○●○                     | 주니치                  | ★○○○●●● |                       |                       |
|  | 주니치                  | ○●○                     |                         |         |                       |                       |
|  | 야쿠르트                | ●○●                     |                         |         |                       |                       |
|  | 야쿠르트                | ●○●                     |                         |         |                       |                       |
|  |                         |                         |                         |         |                       |                       |
|  |                         |                         |                         |         |                       |                       |
|  |                         |                         |                         |         |                       |                       |
|  |                         |                         |                         |         |                       |                       |

- ☆·★ = 파이널 스테이지 어드밴티지 부여에 따라 우선 승패를 나눠 가져감.

## 경기 일정

### 퍼스트 스테이지
- 1차전 : 10월 13일
- 2차전 : 10월 14일
- 3차전 : 10월 15일

### 파이널 스테이지
- 1차전 : 10월 17일
- 2차전 : 10월 18일
- 3차전 : 10월 19일
- 4차전 : 10월 20일
- 5차전 : 10월 21일
- 6차전 : 10월 22일

## 경기 결과

### 퍼스트 스테이지
| 일시                    | 경기  | 원정팀(선공)           | 스코어 | 홈팀(후공)      | 개최 구장 |
| ----------------------- | ----- | ---------------------- | ------ | --------------- | --------- |
| 10월 13일(토)           | 1차전 | 도쿄 야쿠르트 스왈로스 | 1 - 6  | 주니치 드래건스 | 나고야 돔 |
| 10월 14일(일)           | 2차전 | 도쿄 야쿠르트 스왈로스 | 1 - 0  | 주니치 드래건스 | 나고야 돔 |
| 10월 15일(월)           | 3차전 | 도쿄 야쿠르트 스왈로스 | 1 - 4  | 주니치 드래건스 | 나고야 돔 |
| 승리팀: 주니치 드래건스 |       |                        |        |                 |           |

#### 1차전
- 10월 13일 - 나고야 돔

| 팀 | 1 | 2 | 3 | 4 | 5 | 6 | 7 | 8 | 9 | R | H  | E |
| 야쿠르트 | 0 | 0 | 0 | 0 | 0 | 0 | 1 | 0 | 0 | 1 | 5  | 0 |
| 주니치 | 0 | 0 | 0 | 2 | 0 | 1 | 3 | 0 | X | 6 | 11 | 0 |
| 승리 투수: 나카타 겐이치(1-0) 패전 투수: 이시카와 마사노리(0-1) 세이브: 야마이 다이스케(1S) 홈런: 야쿠르트 – 블라디미르 발렌틴(7회 1점) 주니치 – 와다 가즈히로(4회 2점) |   |   |   |   |   |   |   |   |   |   |    |   |

#### 2차전
- 10월 14일 - 나고야 돔

| 팀 | 1 | 2 | 3 | 4 | 5 | 6 | 7 | 8 | 9 | R | H | E |
| 야쿠르트 | 0 | 0 | 0 | 1 | 0 | 0 | 0 | 0 | 0 | 1 | 5 | 0 |
| 주니치 | 0 | 0 | 0 | 0 | 0 | 0 | 0 | 0 | 0 | 0 | 5 | 1 |
| 승리 투수: 다테야마 쇼헤이(1-0) 패전 투수: 야마우치 소마(0-1) 세이브: 토니 바넷(1S) 홈런: 야쿠르트 – 블라디미르 발렌틴(4회 1점) |   |   |   |   |   |   |   |   |   |   |   |   |

#### 3차전
- 10월 15일 - 나고야 돔

| 팀                                                                                                 | 1 | 2 | 3 | 4 | 5 | 6 | 7 | 8 | 9 | R | H | E |
| 야쿠르트                                                                                           | 0 | 1 | 0 | 0 | 0 | 0 | 0 | 0 | 0 | 1 | 6 | 1 |
| 주니치                                                                                             | 0 | 0 | 0 | 0 | 0 | 0 | 0 | 4 | X | 4 | 7 | 0 |
| 승리 투수: 아사오 다쿠야(1-0) 패전 투수: 야마모토 데쓰야(0-1) 홈런: 주니치 – 토니 블랑코(8회 만루) |   |   |   |   |   |   |   |   |   |   |   |   |

### 파이널 스테이지

#### 경기 기록
| 일시                      | 경기       | 원정팀(선공)    | 스코어 | 홈팀(후공)        | 개최 구장 |
| ------------------------- | ---------- | --------------- | ------ | ----------------- | --------- |
| 어드밴티지                | 어드밴티지 | 주니치 드래건스 |        | 요미우리 자이언츠 |           |
| 10월 17일(수)             | 1차전      | 주니치 드래건스 | 3 - 1  | 요미우리 자이언츠 | 도쿄 돔   |
| 10월 18일(목)             | 2차전      | 주니치 드래건스 | 5 - 2  | 요미우리 자이언츠 | 도쿄 돔   |
| 10월 19일(금)             | 3차전      | 주니치 드래건스 | 5 - 4  | 요미우리 자이언츠 | 도쿄 돔   |
| 10월 20일(토)             | 4차전      | 주니치 드래건스 | 1 - 3  | 요미우리 자이언츠 | 도쿄 돔   |
| 10월 21일(일)             | 5차전      | 주니치 드래건스 | 2 - 3  | 요미우리 자이언츠 | 도쿄 돔   |
| 10월 22일(월)             | 6차전      | 주니치 드래건스 | 2 - 4  | 요미우리 자이언츠 | 도쿄 돔   |
| 승리팀: 요미우리 자이언츠 |            |                 |        |                   |           |

#### 1차전
- 10월 17일 - 도쿄 돔

| 팀                                                                                    | 1 | 2 | 3 | 4 | 5 | 6 | 7 | 8 | 9 | R | H | E |
| 주니치                                                                                | 0 | 0 | 1 | 0 | 0 | 1 | 0 | 0 | 1 | 3 | 9 | 0 |
| 요미우리                                                                              | 0 | 0 | 0 | 1 | 0 | 0 | 0 | 0 | 0 | 1 | 5 | 0 |
| 승리 투수: 오노 유다이(1-0) 패전 투수: 우쓰미 데쓰야(0-1) 세이브: 야마이 다이스케(1S) |   |   |   |   |   |   |   |   |   |   |   |   |

#### 2차전
- 10월 18일 - 도쿄 돔

| 팀 | 1 | 2 | 3 | 4 | 5 | 6 | 7 | 8 | 9 | R | H  | E |
| 주니치 | 0 | 2 | 0 | 1 | 0 | 1 | 0 | 0 | 1 | 5 | 11 | 0 |
| 요미우리 | 1 | 0 | 0 | 0 | 0 | 0 | 0 | 1 | 0 | 2 | 6  | 0 |
| 승리 투수: 이토 준키(1-0) 패전 투수: D.J. 홀튼(0-1) 세이브: 야마이 다이스케(2S) 홈런: 주니치 – 오시마 요헤이(6회 1점) |   |   |   |   |   |   |   |   |   |   |    |   |

#### 3차전
- 10월 19일 - 도쿄 돔

| 팀 | 1 | 2 | 3 | 4 | 5 | 6 | 7 | 8 | 9 | 10 | R | H  | E |
| 주니치 | 0 | 2 | 1 | 0 | 0 | 1 | 0 | 0 | 0 | 1  | 5 | 11 | 0 |
| 요미우리 | 0 | 1 | 0 | 1 | 0 | 2 | 0 | 0 | 0 | 0  | 4 | 7  | 0 |
| 승리 투수: 무토 유타(1-0) 패전 투수: 니시무라 겐타로(0-1) 세이브: 이와세 히토키(1S) 홈런: 주니치 – 와다 가즈히로(6회 1점) 요미우리 – 무라타 슈이치(4회 1점), 다카하시 요시노부(6회 2점) |   |   |   |   |   |   |   |   |   |    |   |    |   |

#### 4차전
- 10월 20일 - 도쿄 돔

| 팀                                                                                          | 1 | 2 | 3 | 4 | 5 | 6 | 7 | 8 | 9 | R | H  | E |
| 주니치                                                                                      | 0 | 0 | 0 | 0 | 0 | 0 | 1 | 0 | 0 | 1 | 11 | 0 |
| 요미우리                                                                                    | 0 | 0 | 2 | 0 | 0 | 0 | 0 | 1 | X | 3 | 6  | 0 |
| 승리 투수: 사와무라 히로카즈(1-0) 패전 투수: 가와카미 겐신(0-1) 세이브: 니시무라 겐타로(1S) |   |   |   |   |   |   |   |   |   |   |    |   |

#### 5차전
- 10월 21일 - 도쿄 돔

| 팀                                                                                            | 1 | 2 | 3 | 4 | 5 | 6 | 7 | 8 | 9  | R | H  | E |
| 주니치                                                                                        | 0 | 0 | 0 | 0 | 2 | 0 | 0 | 0 | 0  | 2 | 8  | 0 |
| 요미우리                                                                                      | 0 | 2 | 0 | 0 | 0 | 0 | 0 | 0 | 1X | 3 | 10 | 0 |
| 승리 투수: 스캇 매티슨(1-0) 패전 투수: 이와세 히토키(0-1) 홈런: 주니치 – 토니 블랑코(5회 2점) |   |   |   |   |   |   |   |   |    |   |    |   |

#### 6차전
- 10월 22일 - 도쿄 돔

| 팀 | 1 | 2 | 3 | 4 | 5 | 6 | 7 | 8 | 9 | R | H  | E |
| 주니치 | 0 | 0 | 0 | 0 | 0 | 1 | 0 | 0 | 1 | 2 | 8  | 0 |
| 요미우리 | 0 | 3 | 0 | 0 | 1 | 0 | 0 | 0 | X | 4 | 10 | 0 |
| 승리 투수: D.J. 홀튼(1-1) 패전 투수: 이토 준키(1-1) 세이브: 니시무라 겐타로(2S) 홈런: 요미우리 – 무라타 슈이치(5회 1점) |   |   |   |   |   |   |   |   |   |   |    |   |

## 수상 선수
- MVP : 이시이 요시히토(요미우리)[1]

## 같이 보기
- 2012년 퍼시픽 리그 클라이맥스 시리즈
- 2012년 일본 시리즈